# Circonscription de Laâyoune-Sakia El Hamra

Carte de la circonscription.

La circonscription de Laâyoune-Sakia El Hamra est la circonscription législative marocaine de la région de Laâyoune-Sakia El Hamra. Elle est l'une des douze circonscriptions législatives régionales créées après la réforme électorale de 2021. Elle est représentée dans la XIe législature par Lalla El Hejja Joumani, Fatima Syida, Rabab Ailal, Laila Dahi et Hayat Laaraych.

## Historique des élections

### Élections de 2021
| Parti       | Parti                                               | Voix    | %      | Député(s) élus         |  |
| ----------- | --------------------------------------------------- | ------- | ------ | ---------------------- |  |
|             | Parti de l'Istiqlal (PI)                            | 63 861  | 47,04  | Fatima Syida           |  |
| Rabab Ailal | Parti de l'Istiqlal (PI)                            | 63 861  | 47,04  |                        |  |
|             | Parti authenticité et modernité (PAM)               | 25 984  | 19,14  | Lalla El Hejja Joumani |  |
|             | Rassemblement national des indépendants             | 23 040  | 16,97  | Laila Dahi             |  |
|             | Union socialiste des forces populaires (USFP)       | 7 517   | 5,54   |                        |  |
|             | Parti de la renaissance et de la vertu (PRV)        | 2 766   | 2,04   |                        |  |
|             | Union constitutionnelle (UC)                        | 1 759   | 1,30   |                        |  |
|             | Mouvement populaire (MP)                            | 1 724   | 1,27   |                        |  |
|             | Front des forces démocratiques (FFD)                | 1 467   | 1,08   |                        |  |
|             | Parti de la justice et du développement (PJD)       | 1 378   | 1,02   |                        |  |
|             | Parti du progrès et du socialisme (PPS)             | 1 314   | 0,97   |                        |  |
|             | Parti marocain libéral (PML)                        | 899     | 0,66   |                        |  |
|             | Parti de l'unité et de la démocratie (PUD)          | 804     | 0,59   |                        |  |
|             | Parti vert marocain (PVM)                           | 554     | 0,41   |                        |  |
|             | Parti de la société démocratique (PSD)              | 438     | 0,32   |                        |  |
|             | Parti de la réforme et du développement (PRD)       | 342     | 0,25   |                        |  |
|             | Alliance de la fédération de gauche (AGD)           | 330     | 0,24   |                        |  |
|             | Parti démocrate national (PDN)                      | 294     | 0,22   |                        |  |
|             | Parti démocratique de l'indépendance (PDI)          | 244     | 0,18   |                        |  |
|             | Parti travailliste (PT)                             | 229     | 0,17   |                        |  |
|             | Mouvement démocratique et social (MDS)              | 207     | 0,15   |                        |  |
|             | Parti de l'équité (PRE)                             | 196     | 0,14   |                        |  |
|             | Parti socialiste unifié (PSU)                       | 135     | 0,10   |                        |  |
|             | Union marocaine pour la démocratie (UMD)            | 116     | 0,09   |                        |  |
|             | Parti du centre social (PCS)                        | 56      | 0,04   |                        |  |
|             | Parti des Néo-Démocrates (PND)                      | 55      | 0,04   |                        |  |
|             | Parti de l'Espoir (PE)                              | 39      | 0,03   |                        |  |
|             | Parti de la liberté et de la justice sociale (PLJS) | 7       | 0,01   |                        |  |
|             |                                                     |         |        |                        |  |
| Inscrits    | Inscrits                                            | 197 577 | 100,00 |                        |  |
| Abstentions | Abstentions                                         | 61 822  | 31,29  |                        |  |
| Exprimés    | Exprimés                                            | 135 755 | 68,71  |                        |  |